# Cerisano
Cerisano är en ort och kommun i provinsen Cosenza i regionen Kalabrien i Italien. Kommunen hade 3 128 invånare (2017).